# Mayo-Laddé
Mayo-Laddé est un village de l'Extrême-Nord du Cameroun, situé dans la commune de Mokolo et le département du Mayo-Tsanaga, dans les monts Mandara.
Maayo signifie « cours d'eau » en peul du Cameroun. Mayo Laddé est aussi le nom d'un petit cours d'eau, sous-sous affluent de la Bénoué.

## Population
En 1966-1967, Mayo-Laddé comptait 906 habitants, principalement Foulbé, Mofu, Guiziga, Hina ou Mafa.
Lors du recensement de 2005, 1 982 personnes y ont été dénombrées.
C'est l'une des quelques localités où l'on parle le mazagway, une langue tchadique biu-mandara.